# Giro di Sassonia 2001
Il Giro di Sassonia 2001, diciassettesima edizione della corsa, si svolse dal 25 al 29 luglio 2001 su un percorso di 855 km ripartiti in 5 tappe (la quarta suddivisa in due semitappe), con partenza da Weißwasser e arrivo a Dresda. Fu vinto dal danese Jørgen Bo Petersen del Team Fakta davanti al ceco Lubor Tesar e allo sloveno Sasa Sviben.

## Tappe
| Tappa  | Data      | Percorso            | km  | Vincitore di tappa  | Leader cl. generale |
| ------ | --------- | ------------------- | --- | ------------------- | ------------------- |
| 1ª     | 25 luglio | Weißwasser > Lipsia | 212 | Robert Förster      | Robert Förster      |
| 2ª     | 26 luglio | Lipsia > Buchholz   | 184 | Morten Sonne        | Morten Sonne        |
| 3ª     | 27 luglio | Buchholz > Döbeln   | 160 | Robert Förster      | Morten Sonne        |
| 4ª-1ª  | 28 luglio | (cron. individuale) | 29  | Jørgen Bo Petersen  | Jørgen Bo Petersen  |
| 4ª-2ª  | 28 luglio | Radeberg > Freital  | 114 | Paul Manning        | Jørgen Bo Petersen  |
| 5ª     | 29 luglio | Dresda > Dresda     | 156 | Hans Peter Obwaller | Jørgen Bo Petersen  |
| Totale | Totale    | Totale              | 855 |                     |                     |

## Dettagli delle tappe

### 1ª tappa
- 25 luglio: Weißwasser > Lipsia – 212 km

| Pos. | Corridore        | Squadra      | Tempo    |
| ---- | ---------------- | ------------ | -------- |
| 1    | Robert Förster   | Nürnberger   | 5h06'16" |
| 2    | Saulius Ruskys   | Gerolsteiner | s.t.     |
| 3    | Andreas Beikirch | Agro         | s.t.     |

| Pos. | Corridore      | Squadra    | Tempo    |
| ---- | -------------- | ---------- | -------- |
| 1    | Robert Förster | Nürnberger | 5h06'06" |

### 2ª tappa
- 26 luglio: Lipsia > Buchholz – 184 km

| Pos. | Corridore    | Squadra           | Tempo    |
| ---- | ------------ | ----------------- | -------- |
| 1    | Morten Sonne | Fakta             | 4h34'40" |
| 2    | Lubor Tesar  | Wüstenrot         | s.t.     |
| 3    | Sasa Sviben  | Stabil Steiermark | s.t.     |

| Pos. | Corridore    | Squadra | Tempo    |
| ---- | ------------ | ------- | -------- |
| 1    | Morten Sonne | Fakta   | 9h40'46" |

### 3ª tappa
- 27 luglio: Buchholz > Döbeln – 160 km

| Pos. | Corridore      | Squadra      | Tempo    |
| ---- | -------------- | ------------ | -------- |
| 1    | Robert Förster | Nürnberger   | 4h02'15" |
| 2    | Saulius Ruskys | Gerolsteiner | s.t.     |
| 3    | Tilo Schüler   |              | s.t.     |

| Pos. | Corridore    | Squadra | Tempo     |
| ---- | ------------ | ------- | --------- |
| 1    | Morten Sonne | Fakta   | 13h43'01" |

### 4ª tappa - 1ª semitappa
- 28 luglio:  (cron. individuale) – 29 km

| Pos. | Corridore          | Squadra    | Tempo  |
| ---- | ------------------ | ---------- | ------ |
| 1    | Jørgen Bo Petersen | Fakta      | 36'45" |
| 2    | Paul Manning       |            | a 24"  |
| 3    | Thomas Liese       | Nürnberger | a 28"  |

| Pos. | Corridore          | Squadra | Tempo     |
| ---- | ------------------ | ------- | --------- |
| 1    | Jørgen Bo Petersen | Fakta   | 14h21'02" |

### 4ª tappa - 2ª semitappa
- 28 luglio: Radeberg > Freital – 114 km

| Pos. | Corridore      | Squadra    | Tempo    |
| ---- | -------------- | ---------- | -------- |
| 1    | Paul Manning   |            | 2h37'27" |
| 2    | Robert Förster | Nürnberger | a 9"     |
| 3    | Malte Urban    | Coast      | s.t.     |

| Pos. | Corridore          | Squadra | Tempo     |
| ---- | ------------------ | ------- | --------- |
| 1    | Jørgen Bo Petersen | Fakta   | 16h58'38" |

### 5ª tappa
- 29 luglio: Dresda > Dresda – 156 km

| Pos. | Corridore           | Squadra           | Tempo    |
| ---- | ------------------- | ----------------- | -------- |
| 1    | Hans Peter Obwaller | Stabil Steiermark | 3h58'07" |
| 2    | Saulius Ruskys      | Gerolsteiner      | a 2'39"  |
| 3    | Robert Förster      | Nürnberger        | s.t.     |

| Pos. | Corridore          | Squadra           | Tempo     |
| ---- | ------------------ | ----------------- | --------- |
| 1    | Jørgen Bo Petersen | Fakta             | 20h59'24" |
| 2    | Lubor Tesar        | Wüstenrot         | a 17"     |
| 3    | Sasa Sviben        | Stabil Steiermark | a 35"     |

## Classifiche finali

### Classifica generale
| Pos. | Corridore          | Squadra                   | Tempo     |
| ---- | ------------------ | ------------------------- | --------- |
| 1    | Jørgen Bo Petersen | Team Fakta                | 20h59'24" |
| 2    | Lubor Tesar        | Wüstenrot-ZVVZ            | a 17"     |
| 3    | Sasa Sviben        | Stabil Steiermark         | a 35"     |
| 4    | Timo Scholz        | Team Wiesenhof            | a 54"     |
| 5    | Gerhard Trampusch  | Team Deutsche Telekom-ARD | a 1'25"   |
| 6    | Morten Sonne       | Team Fakta                | a 2'12"   |
| 7    | Georg Totschnig    | Gerolsteiner              | a 2'23"   |
| 8    | Frank Høj          | Team Coast                | a 2'24"   |
| 9    | Stephan Schreck    | Team Deutsche Telekom-ARD | a 4'01"   |
| 10   | Christian Heule    | Post Swiss Team           | a 4'13"   |